# Видаленго (Бергамо)
Видаленго је насеље у Италији у округу Бергамо, региону Ломбардија.
Према процени из 2011. у насељу је живело 1083 становника. Насеље се налази на надморској висини од 121 м.